# Desaturation
Desaturation eller desaturering (från latin de-, "av-", och saturare, "mätta") är en process som minskar mättnadsgraden i fysikalisk eller kemisk mening.
Inom organisk kemi och biokemi innebär det att mättade bindningar omvandlas till omättade, det vill säga att enkelbindningar görs om till dubbel(trippel)bindningar, som till exempel när en omättad fettsyra syntetiseras från en mättad. Ett enzym som katalyserar desaturation kallas desaturas.
Inom medicin avses ett tillstånd där blodets hemoglobin har en lägre syremättnad på grund av skada eller sjukdom.